# Xantholobus lateralis
Xantholobus lateralis är en insektsart som beskrevs av Van Duzee. Xantholobus lateralis ingår i släktet Xantholobus och familjen hornstritar. Inga underarter finns listade i Catalogue of Life.